# Francesc de Paula Vilaseca i Rovellat
Francesc de Paula Vilaseca i Rovellat (Barcelona, gener de 1890) fou un procurador dels Tribunals terrassenc.
Batejat a l'Església de Santa Anna de Barcelona, va estudiar a l'Acadèmia de Cosme Papal a Barcelona, tot i que es va examinar a l'Institut de Figueres. Es va treure el títol de batxiller a la Universitat de Barcelona el maig de 1911, i posteriorment va estudiar Dret, i es llicenciaria el 1914. Va treballar com a dependent d'un procurador de tribunals fins que es va establir pel seu compte. Casat amb Anna Marcet i Bellver, membre d'una important família terrassenca de tradició catòlica (era neboda de l'abat de Montserrat, Antoni M. Marcet, i filla del cap del carlins terrassencs), la seva influència el portà a simpatitzar amb aquesta causa i a mantenir un esperit catalanista, sense una projecció política. Fou pare de cinc fills, entre els quals el jurista Josep Maria Vilaseca i Marcet. Amb fama de catòlic i conservador, a l'esclat de la Guerra Civil fou detingut per un dels capitostos de la FAI, però aconseguí escapolir-se amb l'ajut d'un magistrat. Amagà dos germans religiosos durant els primers mesos del conflicte, però els continus escorcolls l'obligaren a planejar l'exili de la seva família el 1937, sense poder fugir finalment arran dels Fets de Maig. Després de 1939, compatibilitzà la seva tasca jurídica al seu despatx de procurador amb la participació en algunes empreses.

## Fons personal
El seu fons personal es conserva a l'Arxiu Nacional de Catalunya. El fons conté la documentació generada i rebuda per Francesc de Paula Vilaseca i Rovellat fonamentalment produïda com a resultat de les seves activitats professionals en l'àmbit jurídic. Destaquen els més de tres mil tres-cents expedients de clients del seu despatx d'entre 1926 i 1955, que faciliten l'estudi d'alguns dels principals patrimonis barcelonins durant els anys centrals del segle xx; els llibres de comptes i despeses judicials, juntament amb els dossiers de poders notarials dels seus representats; els contractes d'arrendament de diferents finques urbanes de la ciutat de Barcelona; els expedients d'assegurances socials relatius a diversos treballadors de porteries d'immobles; i els expedients de vendes i afers jurídics diversos. Així mateix, inclou un volum important de documentació patrimonial d'origen eclesiàstic, relativa a parròquies, el Col·legi Episcopal, el Capítol i la diòcesi de Barcelona.